# Katedra greckokatolicka św. Jana Chrzciciela w Preszowie

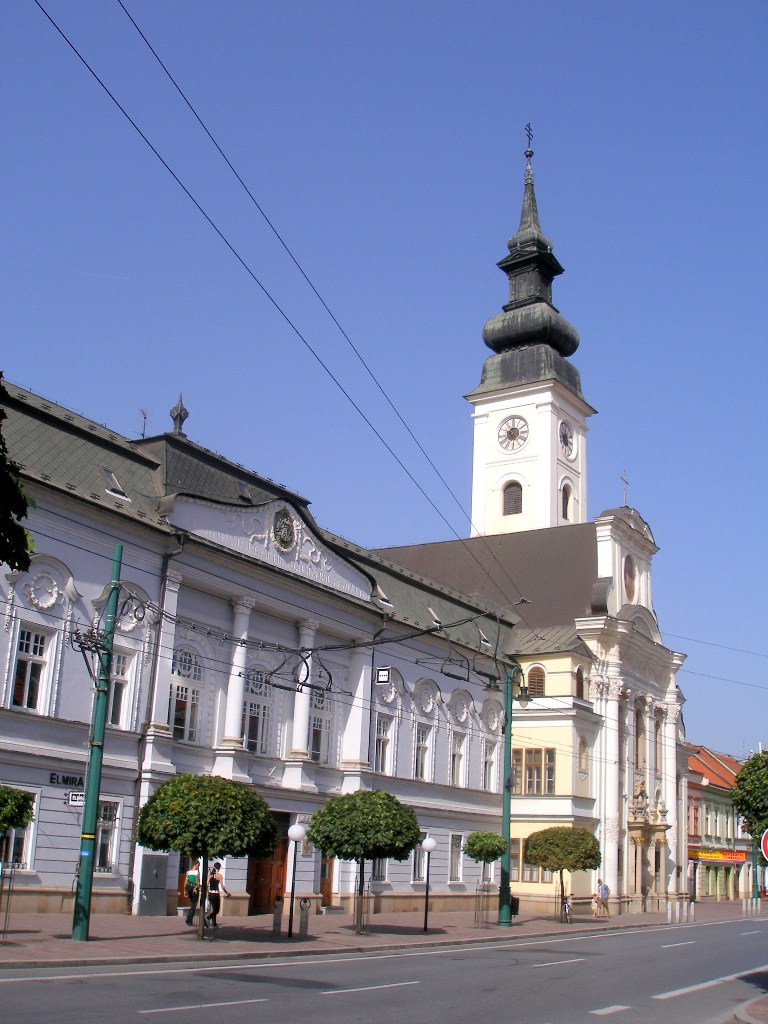
Katedra św. Jana Chrzciciela oraz greckokatolicki urząd biskupi i metropolitalny (po lewej)

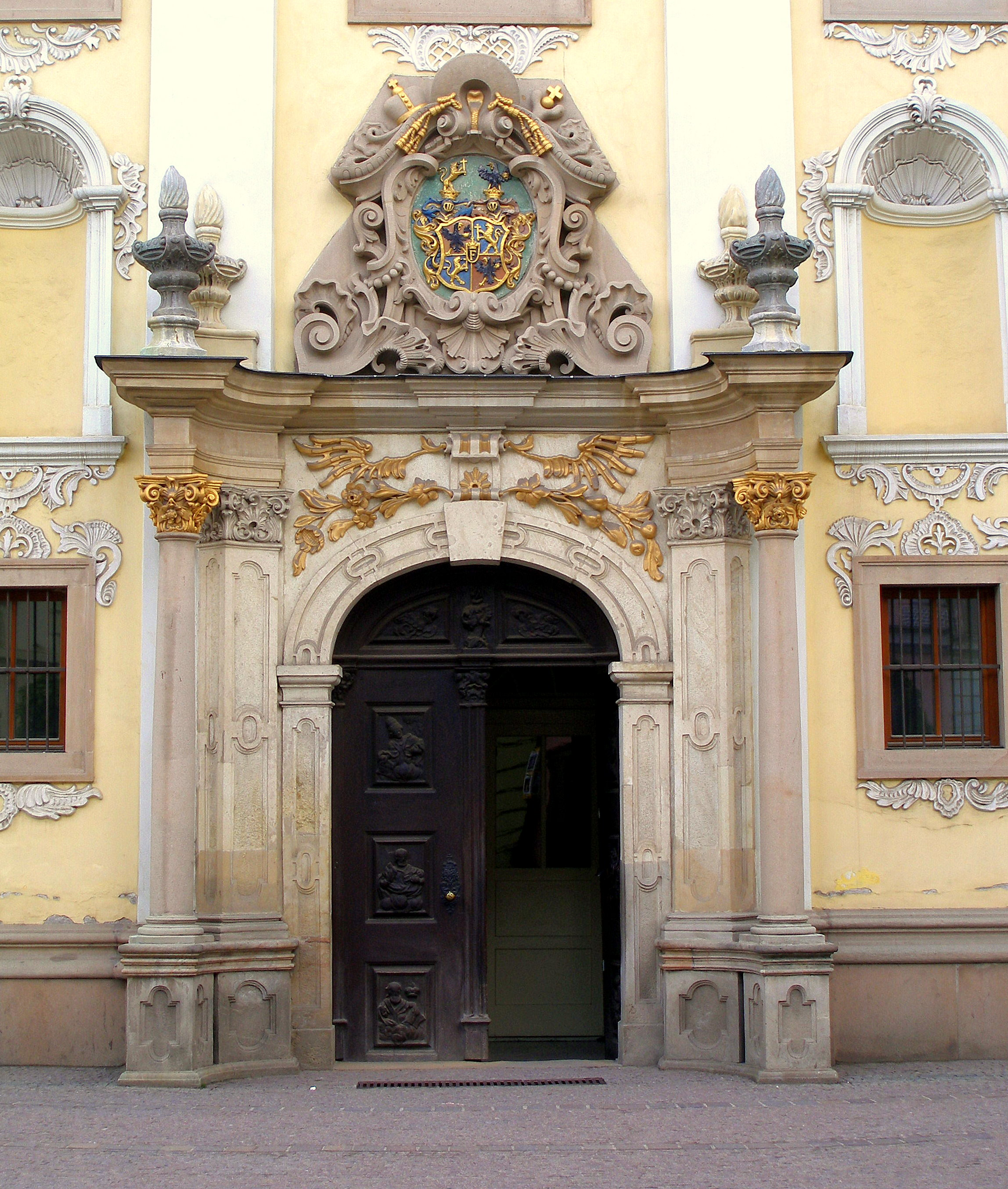
Główny portal wejściowy katedry

Katedra greckokatolicka św. Jana Chrzciciela – kościół wyznania greckokatolickiego w Preszowie, w północno-wschodniej Słowacji. Archikatedra słowackiego Kościoła katolickiego obrządku bizantyjsko-rusińskiego (Słowackiej Cerkwi greckokatolickiej).

## Historia
Kościół wznosi się w południowej części starego miasta, przy Hlavnej ulicy. Pierwotnie w tym miejscu, na skraju miasta, znajdowała się gotycka kaplica „szpitalna” zakonu karmelitów. Już w XIV w. została przebudowana na jednonawowy kościół pod wezwaniem Najświętszej Marii Panny. Od 1673 r. pozostawał on w rękach minorytów. Rozbudowali oni klasztor kosztem przytułku dla ubogich i sierocińca, które w tym czasie zanikły. W latach 1753–59 z ich inicjatywy i przy poparciu biskupa Stefana Keczera z kapituły wielkowaradyńskiej kościół został ponownie przebudowany, tym razem w stylu barokowym. Przedłużono wówczas nawę, do której po stronie zachodniej dobudowano nowe prezbiterium, a w starym zabudowano chór; nowa fasada otrzymała ozdobny portal z kamiennymi wazami. Pracami kierował miejscowy majster Kasper Urlespacher. Rzeźby św. Stefana i św. Władysława wykonał koszycki rzeźbiarz Jozef Hartmann. Z pierwotnej budowli zachowało się jedynie sklepienie sieciowe nad chórem (w dawnym prezbiterium).
Po likwidacji zakonów kontemplacyjnych (w tym i minorytów) przez cesarza Józefa II w 1787 r. kościół i zabudowania klasztorne przeszły w ręce miasta. Znacznie uszkodzone przez pożar, służyły następnie jako magazyny wojskowe.
W 1790 r. Preszów stał się siedzibą wikariuszy biskupa mukaczewskiego cerkwi unickiej. Po tym, jak 3 listopada 1815 r. cesarz Franciszek I utworzył w Preszowie greckokatolicką eparchię, papież Pius VII bullą Relata semper z 21 września 1818 r. zatwierdził nowe biskupstwo, a przejęty przez nie w 1821 r. kościół uzyskał rangę katedry. W 1835 r. do nawy dobudowano dwie kaplice, a w przebudowanym wejściu do świątyni powstała trzecia kaplica (tzw. farska). W 1865 r. podwyższono wieżę.
Świątynia pozostawała w rękach słowackich grekokatolików aż do 1950 r., kiedy to władze Czechosłowacji zlikwidowały cerkiew greckokatolicką, uwięziły większość kleru, a wiernych usiłowały zmusić do przejścia na prawosławie. Preszowski kościół również przejęła cerkiew prawosławna. Do grekokatolików wrócił on na fali praskiej wiosny 5 czerwca 1968 r. W latach 1977–1980 miała miejsce gruntowna renowacja świątyni. Gdy 30 stycznia 2008 r. papież Benedykt XVI ustanowił greckokatolicką metropolię preszowską, kościół uzyskał rangę archikatedry.

## Architektura
Kościół murowany, jednonawowy, usytuowany w osi wschód-zachód, z prezbiterium po stronie zachodniej. Fasada pięcioosiowa z płaskim, trzyosiowym ryzalitem w centrum, rozdzielonym płaskimi pilastrami i zwieńczonym ślepym szczytem z malowaną sceną, przedstawiającą chrzest Jezusa przez Jana Chrzciciela. Nad ozdobnym, łukowo zamkniętym portalem z parą kolumn wysuniętych przed lico muru, zwieńczonych wazonami, ozdobny kartusz herbowy. Od strony północnej do korpusu dostawiona kwadratowa wieża z zegarem, zwieńczona dwupiętrowym dachem hełmowym z iglicą. Nawa trójprzęsłowa, każde przęsło nakryte osobnym sklepieniem żaglastym. Prezbiterium węższe od nawy.

## Wnętrze i wyposażenie

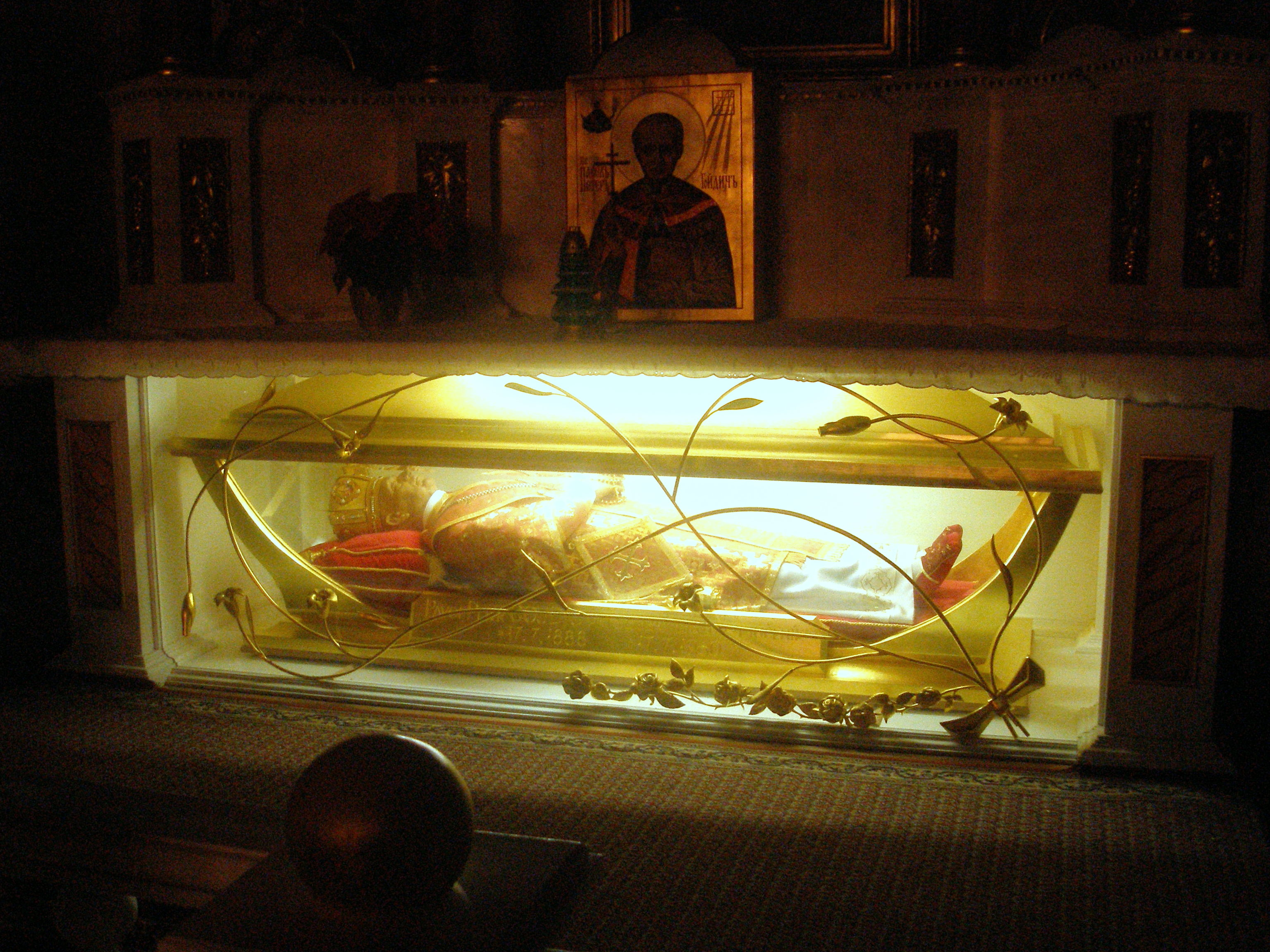
Sarkofag ze szczątkami błogosławionego Pawła Piotra Gojdiča

We wnętrzu świątyni przyciągają uwagę rokokowe freski na stropie nawy, w tym 4 sceny z życia św. Jana Chrzciciela, dzieło nieznanego malarza koszyckiego z 1757 r. Wystrój prezbiterium oraz niedokończone malowidła nad wejściami do bocznych kaplic z 1881 r. są dziełem Ignacego Roškoviča (1854-1915).

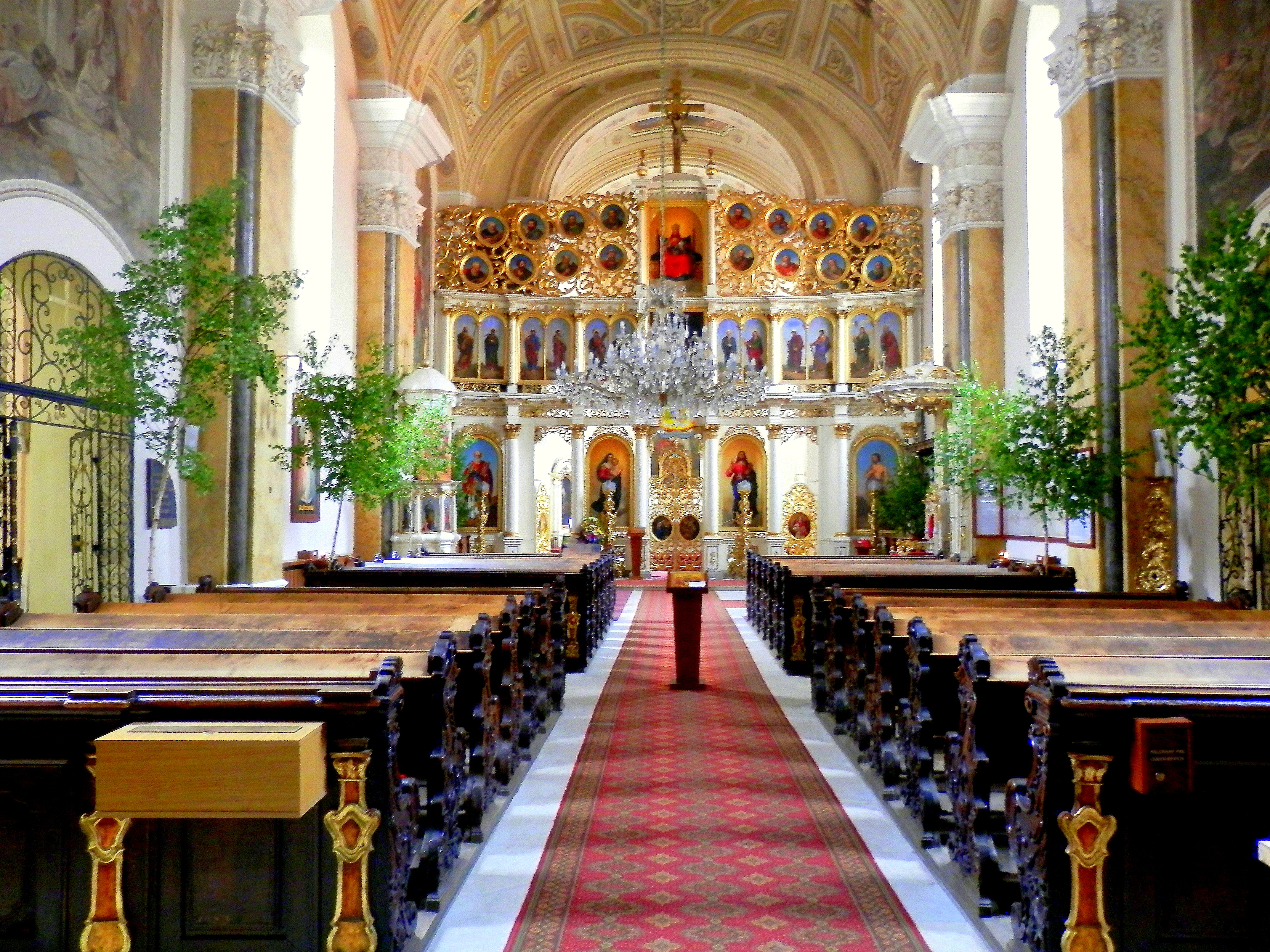
Wnętrze katedry

Uwagę zwraca również utrzymany w barwach białej i złotej ikonostas z pierwszej połowy XIX w., którego autorami są snycerz Juraj Román i malarz Albert Fikos z Wiednia. Autorami obrazów w ikonostasie są miejscowi artyści, związani z tutejszym biskupstwem: Jozef Miklossy (1791-1841) i Michal Mankovics (1785-1853).
Zachowana ambona pochodzi z XVIII w. Zarówno wymalowania na niej jak i znajdujący się obok obraz, przedstawiający spotkanie starca Symeona z Synem Bożym, są dziełami Mikuláša Jordána.
Po stronie północnej nawy znajduje się kaplica św. Krzyża. Obraz w jej ołtarzu, przedstawiający Zbawiciela na krzyżu, namalował Jozef Miklossy. Po stronie południowej znajduje się kaplica św. Piotra i św. Pawła. Po prawej stronie od wejścia znajduje się trzecia kaplica, tzw. farska. W jej ołtarzu zwraca uwagę rzeźba Czarnej Madonny z XVIII w. Emaliowane ozdoby koron Matki Boskiej i Jezusa wykonał złotnik Ján Szylassy. Obraz przedstawiający karmelitankę św. Teresę od Jezusa jest dziełem Mikuláša Jordána.
W kościele znajdują się również kopia słynnego Całunu Turyńskiego oraz relikwie Św. Krzyża.
Od 1990 roku w sarkofagu w jednej z kaplic katedry spoczywają szczątki biskupa Pawła Piotra Gojdiča, męczennika za wiarę i błogosławionego Kościoła katolickiego. W krypcie kościoła pochowanych zostało wielu dostojników Słowackiej Cerkwi greckokatolickiej, w tym preszowski biskup pomocniczy Bazyli Hopko, błogosławiony Kościoła katolickiego.
W 1995 r., podczas pielgrzymki na Słowację, w kościele tym modlił się papież Jan Paweł II.